# Bromuro de cadmio
El bromuro de cadmio (CdBr2) es un compuesto iónico de cadmio y bromo de aspecto cristalino y color blanco o amarillento. Se utiliza en la fabricación de película fotográfica, en los materiales para el grabado y en litografía.
Se prepara calentando cadmio con vapores de bromo. También puede prepararse tratando acetato de cadmio con ácido acético glacial y acetil bromuro. De un modo alternativo se puede obtener disolviendo óxido de cadmio o cadmio en ácido bromhídrico y evaporando la solución hasta su secado en una atmósfera inerte de helio.